# Matura (educació)

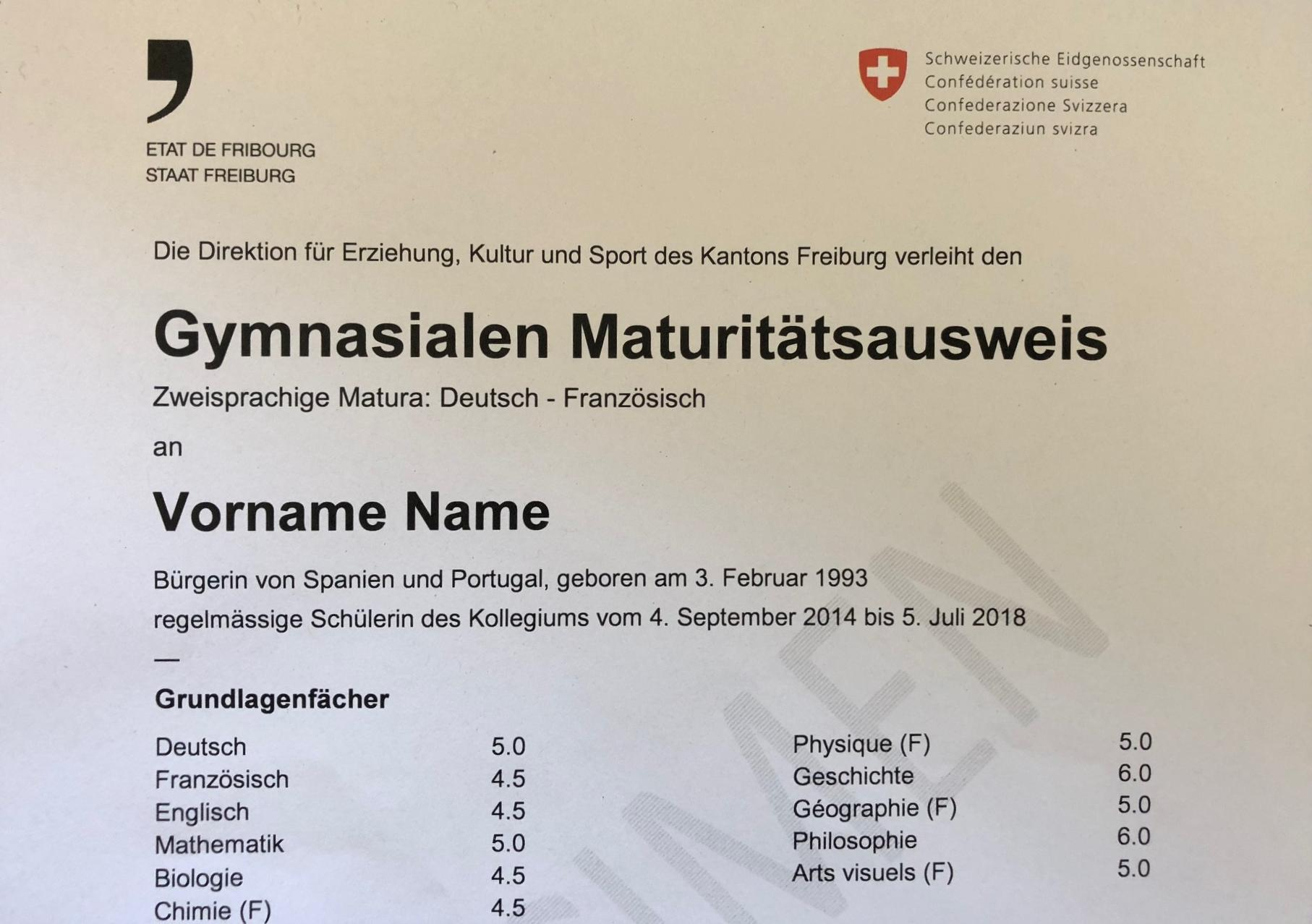
Exemplar del diploma bilingüe de la Matura suïssa

Matura és el terme utilitzat en diversos països europeus per designar el diploma de finalització del batxillerat i la condició necessària per accedir a la universitat. Les proves que reben aquest mateix nom avaluen les assignatures incloses en aquesta etapa educativa i es duen a terme durant l’últim any d’estudis, generalment quan els alumnes tenen entre 17 i 19 anys. Aquest sistema equival al diploma de batxillerat i a les proves de Selectivitat a Espanya.

## Països

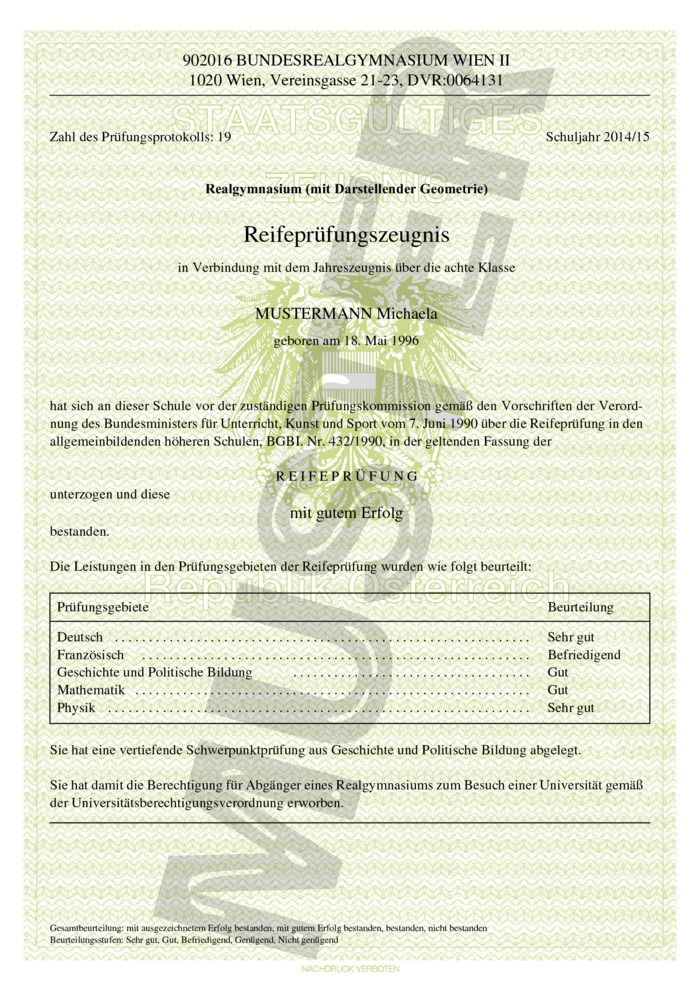
Exemplar del certificat de la Matura austríaca

Entre els països que atorguen aquest títol s'inclouen Àustria, Suïssa i un conjunt de països del centre i est d'Europa, el sistema educatiu del qual o part d'ell té les seves arrels en l'antic sistema educatiu germànic, incloent a gran part dels països del centre i est d'Europa i dels Balcans (Albània, Bòsnia, Bulgària, Croàcia, la República Txeca, Hongria, Itàlia, Kosovo, Liechtenstein, Montenegro, Macedònia, Polònia, Sèrbia, Eslovàquia i Eslovènia). En altres països, entre els quals destaca Alemanya, aquesta titulació es denomina Abitur.

## Etimologia i usos
La paraula Matura prové del llatí mātūrus, que significa ‘maduresa’, fent referència a la maduresa acadèmica. En molts països on s'empra, no obstant això, el nom oficial del títol sol ser diferent; en el cas d'Àustria, per exemple, es denomina Reifeprüfungszeugnis (Acreditació de les Proves de Maduresa), i a Suïssa es diu Gymnasialer Maturitätsausweis (Document de Maduresa Acadèmica).